# Al Palladini
Alberto Palladini, detto Al (Prossedi, 24 dicembre 1943 – Acapulco, 7 marzo 2001), è stato un politico e imprenditore italiano naturalizzato canadese.

## Biografia
È emigrato da Prossedi, in provincia di Latina, insieme ai suoi genitori nel 1954.
È stato un imprenditore nel settore del commercio di automobili. Ha fondato infatti l'azienda Al Palladini's, concessionaria della marche Ford e Lincoln.
È successivamente stato eletto membro del Parlamento provinciale dell'Ontario per la prima volta l'8 giugno 1995 e rieletto nel giugno del 1999. Durante la sua carriera politica ha ricoperto la carica di Ministro dei trasporti dell'Ontario dal giugno 1995 all'ottobre del 1997 e successivamente, dall'ottobre dello stesso anno al febbraio 2001 è stato ministro del Commercio e dello sviluppo economico dello stesso Stato canadese.
È morto il 7 marzo 2001 ad Acapulco.